# Zum roten Bären (Brugg)

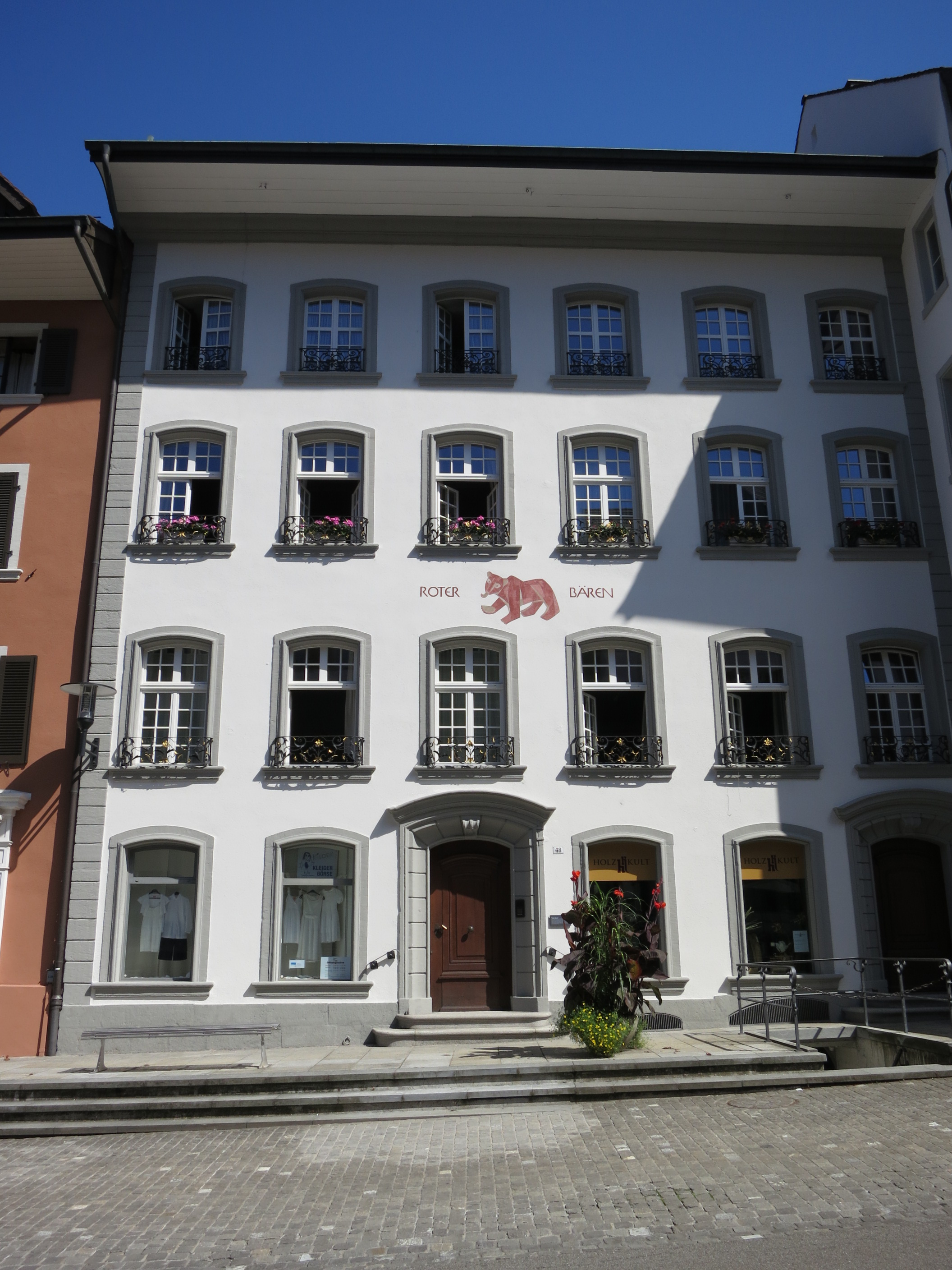
Zum roten Bären

Das Haus Zum roten Bären in Brugg im Kanton Aargau ist ein denkmalgeschütztes Gebäude. Es steht an der Hauptstrasse 48 in der Altstadt.

## Standort
Das Doppelhaus zum roten Bären wurde 1750 erneuert. Die Fenster sind mit feinen schmiedeeisernen Brüstungsgittern verziert. Im Erdgeschoss und im ersten Stockwerk sind spätgotische Flachtonnen mit profilierten Balken zu finden. Im zweiten Stockwerk befindet sich eine Rokoko-Stuckdecke aus dieser Umbauzeit, welche jener im Stadthaus sehr ähnlich ist. Im selben Stockwerk ist ein bemalter Steckborner Ofen in Kredenzform anzufinden (um 1750). Ein Kastenofen mit kunstvoller Bemalung von Fischer (Aarau 1768) auf Balusterfüssen befindet sich auf derselben Etage.